# Mythopoeia (poème)
Pour le concept, voir Mythopoeïa.
Mythopoeia est un poème de J. R. R. Tolkien, écrit dans les années 1930 et publié en 1988 dans le recueil Tree and Leaf. La première traduction française de ce poème, réalisée par Elen Riot, est parue en 2003 dans le recueil Faërie et autres textes.
Mythopoeia (« la fabrication des mythes ») est présenté comme une adresse de Philomythus (« celui qui aime les mythes ») à Misomythus (« celui qui hait les mythes »). Tolkien y défend la création des mythes et les mythologies, louant « les faiseurs de légendes » dont l'œuvre « sous-créatrice » diffracte celle de Dieu, et rejetant « les singes progressifs / debout, sapiens, eux devant qui, massif / s'ouvre le gouffre où se rue leur progrès », séparés de Dieu (« votre immuable monde où rien / entre artisan et art ne crée de lien »).
Le poème trouve son origine dans une discussion entre Tolkien, C. S. Lewis et Hugo Dyson, dans la nuit du 19 au 20 septembre 1931 (relatée par Humphrey Carpenter dans sa biographie de Tolkien). Lewis déclarait apprécier les mythes, mais ne les considérer que comme de simples mensonges, quoique « soufflés dans de l'argent ». Tolkien rejeta cette idée, affirmant que les mythes créés par l'homme reflètent nécessairement une partie de la vérité divine éternelle. Lewis déclara par la suite que cette conversation joua un grand rôle dans sa reconversion au christianisme.